# Baroniinae
Baroniinae – podrodzina motyli dziennych z rodziny paziowatych. Występuje tylko w Ameryce Południowej na terenie Meksyku. W skład tej podrodziny wchodzi 1 rodzaj:
- Baronia